# James Craig Nicoll
James Craig Nicoll (* 22. November 1847; † 1918 in Norwalk, Connecticut) war ein amerikanischer Landschafts- und Marinemaler sowie Radierer.

## Leben und Werk

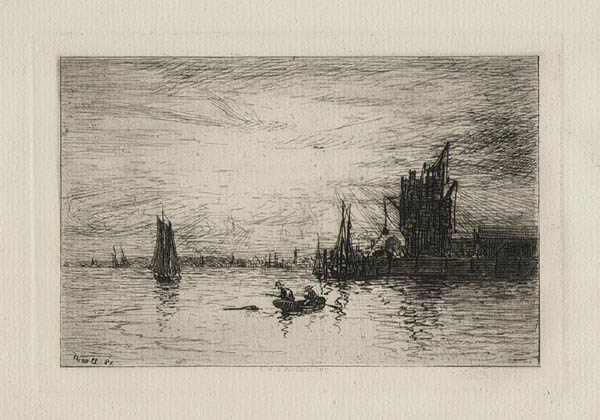
Builduing an elevator

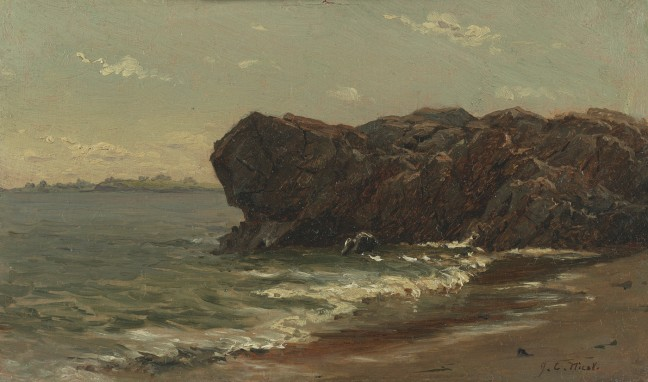
Marblehead Neck, July 10th

Nicoll wurde 1847 als Sohn von John Williams Nicoll und dessen Frau Elizabeth Craig Nicoll geboren. Er ging auf die Quackenbos School und zog später nach New York City, dort war er Schüler des niederländisch-amerikanischen Malers Mauritz de Haas und konzentrierte sich vor allem auf Küstenszenen der Küste von Neuengland.
Seine Werke stellte er in verschiedenen Städten und Ausstellungen aus, darunter bei der National Academy of Design, des Art Institute of Chicago und des Boston Art Club sowie bei der Paris Exposition 1889, der Columbian Exhibition in Chicago 1893 und der St. Louis Exposition 1904. Dabei wurde er unter anderem von der American Artist’s Association, der New Orleans Exposition und der Atlanta Expo mit Medaillen geehrt. Nicoll wurde 1880 zum Associate (ANA) der National Academy of Design gewählt, 1885 wurde er zum Vollmitglied (NA). Er gründete zudem die American Watercolor Society, bei der er Sekretär für zehn Jahre und Präsident bis zu seinem Tod 1918 war. Zudem war er Mitglied und Präsident der Artists’ Fund Society und zahlreicher weiterer Gesellschaften.
Eines seiner bekanntesten Werke ist Squally Weather, das dem Metropolitan Museum in New York City gehört, sowie weitere Marine- und Landschaftsbilder wie On the Gulf of St. Lawrence, Off Portland Harbor und Stormy Day at Block Island. Werke von ihm sind zudem im Brooklyn Museum of Art und dem Smithsonian American Art Museum ausgestellt.

## Belege
1. 1 2 3  Nicoll, James Craig. In: Mantle Fielding: Dictionary of American Painters, Sculptors and Engravers. 1926, enlarged version Modern Books and Crafts 1974, ISBN 0-913274-03-8, S. 258.
2. 1 2 3 4 5  James Nicoll, noted painter, died. In: The New York Times. 26. Juli 1918 (query.nytimes.com (Seite nicht mehr abrufbar. Suche in Webarchiven)).
3. 1 2 3 4  James Craig Nicoll (1846–1918) auf der Homepage der Galerie Questroyal Fine Art LLC, New York.

| Personendaten    | Personendaten           |
| ---------------- | ----------------------- |
| NAME             | Nicoll, James Craig     |
| KURZBESCHREIBUNG | US-amerikanischer Maler |
| GEBURTSDATUM     | 22. November 1847       |
| STERBEDATUM      | 1918                    |
| STERBEORT        | Norwalk, Connecticut    |